# Glocke (Cierzac)

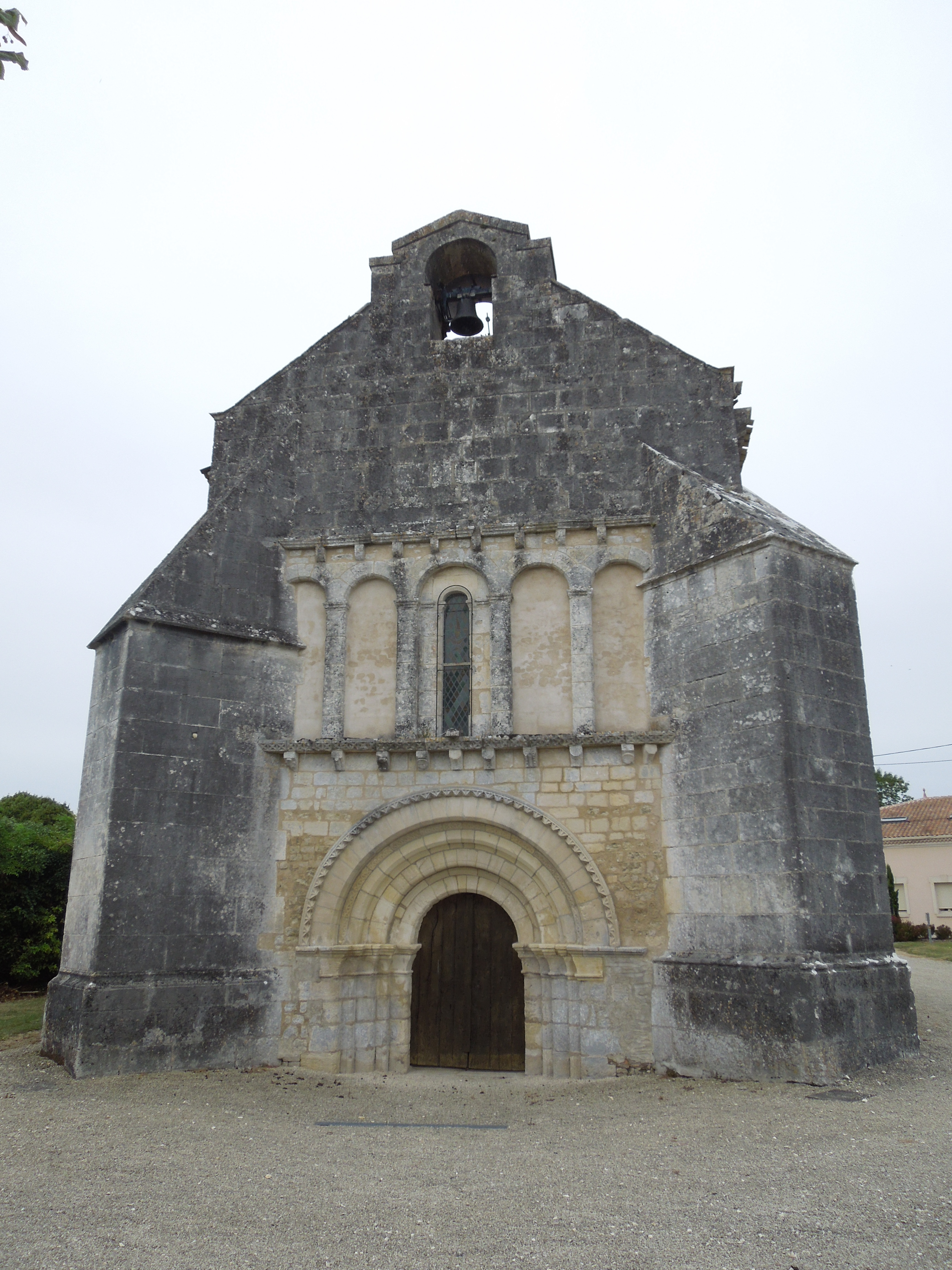
Kirche St-Christophe in Cierzac

Die Glocke in der Kirche Notre-Dame in Cierzac, einer französischen Gemeinde  im Département Charente-Maritime der Region Nouvelle-Aquitaine, wurde 1753 gegossen. Die Kirchenglocke aus Bronze ist seit 1911 als Monument historique klassifiziert.
Sie trägt folgende Inschrift: „CAMPANA ESTA SUB NOMINE SANCTAE MARIAE ET DEO DICAIUR IUDOVICI COURTOIS FONDEUR 1753“.